# آرتور گرووز
آرتور گرووز (انگلیسی: Arthur Groves؛ زادهٔ ۲۷ سپتامبر ۱۹۰۷) بازیکن فوتبال اهل بریتانیا است.
از باشگاه‌هایی که در آن بازی کرده‌است می‌توان به باشگاه فوتبال پورتسموث، باشگاه فوتبال دربی کانتی، باشگاه فوتبال بلکبرن روورز، باشگاه فوتبال آترستون تاون، و باشگاه فوتبال استوک‌پورت کانتی اشاره کرد.